# 沖縄唐手研究倶楽部
沖縄唐手研究倶楽部（おきなわからてけんきゅうくらぶ）は、大正末期から昭和初期にかけて沖縄県那覇市に存在した唐手（現・空手）の共同研究機関。空手史上初めての統一的な組織として評価されている。

## 概要
那覇市若狭町旭が丘の南に、空手の共同研究を目的として設立されたクラブである。設立の中心人物は宮城長順で、会長は本部朝勇、主任教授に宮城長順・摩文仁賢和が就任した。設立の動機は判然としないが、宮城長順の弟子・仲井真元楷（1908年－1984年）の証言によると、宮城は師・東恩納寛量没後、「現在カラ手を研究するのは、暗闇を灯もつけないで、手さぐりで行くようなものだ」と語り、空手研究に相当苦労を重ね、仲井真と共に空手界の諸先輩を訪ねては教えを乞うていたが、なかなか疑問が解決しなかったという。こうした苦労から、宮城は空手の諸大家が参加する共同研究機関の必要性を痛感し、設立に奔走したものと思われる。
名称は、沖縄唐手倶楽部（宮城長順）、沖縄唐手術研究倶楽部（『ハワイ報知』昭和7年）、沖縄空手研究クラブ（上原清吉）、沖縄若狭クラブ（上原清吉）、沖縄唐手研究倶楽部（八木明徳）と、参加者や文献によって表記に若干の相違がある。あるいは、確定した正式名称はなかったのかも知れない。通称は「クラブグヮー（小）」と言った。
設立年も、1923年（大正12年）（八木明徳）、1924年（大正13年）（上原清吉）、1926年（大正15年）（宮城長順）等、2，3年のばらつきがある。大正12、13年に設立された「唐手研究倶楽部」を前身団体、大正15年に設立された「沖縄唐手研究倶楽部」を後身団体と解釈する文献もあるが、実際の文献では名称が截然と区別されていない点、また両者とも閉鎖時期が後述するように昭和2～4年と時期が重なり明確に前期・後期と分けることができない点などから、同一の団体だったとも考えられる。1925年（大正14年）、宮城長順が友人の呉賢貴を保証人として金融業者から資金を借り、翌年道場が完成したのでそれ以前の露天での稽古時代と以降の道場での稽古時代との区別から生じた相違かも知れない。
設立当初は露天での稽古だったが、上述のように宮城が資金集めに奔走して大正15年に道場が完成した。道場の面積は約10～20坪で、他に50坪程度の庭があり、そこを土間の道場としても利用した。下げマキワラ、チンチーシ、石ジャーシなど各種鍛錬具も備えていた。旧暦の1日と15日には、各師範が集まり山田真山画伯が描いた「武神」の掛け軸を床の間に飾り、礼拝した後、泡盛などを飲みながら空手談義に花を咲かせたという。
沖縄の当時の唐手諸大家が多数参加する画期的な組織であったが、経営は当初から赤字続きで次第に行き詰まるようになり、昭和初期に会長・本部朝勇の死去とともに閉鎖された。閉鎖された時期は、1927年（昭和2年）頃（八木明徳）、1929年（昭和4年）頃（東恩納盛男説）と、こちらも若干の幅がある。

## 参加者
参加者についても、文献によって多少のばらつきがある。
- 本部朝勇[3][1][8][6][2]
- 本部朝基[3][1][8]
- 屋部憲通[1][6][14]
- 花城長茂[1][6][2]
- 喜屋武朝徳[1][8][6]
- 宮城長順[3][1][8][6][2]
- 摩文仁賢和[6][2]
- 許田重発[3][2]
- 呉賢貴[2]
- 田原泰蔵[3]
- 城間真繁[3][6]
- 照屋亀助[1][6]
- 大城朝恕[1][2]
- 友寄某（刑事）[1]

他に、上原清吉が”茶ワカサー”（お茶係）として参加し、また生徒に仲井真元楷、八木（旧姓・屋冝）明徳らがいた。